# Ceratiidae
Famille
Les Ceratiidae forment une famille de poissons abyssaux de l'ordre des Lophiiformes.

## Liste des genres
Selon World Register of Marine Species (13 août 2010) :
- genre Ceratias Krøyer, 1845 -- 3 espèces
- genre Cryptopsaras Gill, 1883 -- 1 espèce